# Kotaperäinen
Kotaperäinen är en sjö i kommunen Keitele i landskapet Norra Savolax i Finland. Den är 6,6 meter djup. Arean är 45 hektar och strandlinjen är 4,76 kilometer lång. Sjön  ingår i Kymmene älvs huvudavrinningsområde.   Den ligger omkring 73 kilometer nordväst om Kuopio och omkring 340 kilometer norr om Helsingfors. 
Sydväst om Kotaperäinen ligger Keitele. 